# 법률저널
《법률저널》(The Law Journal)은 대한민국에서 매주 금요일 발행되는 사법고시, 공무원시험, 자격증 관련 신문이다. 1998년 5월에 '고시정보신문'이라는 이름으로 창간후 무가지로 발행되다가 1년 후 유가지로 전환하였다.  2000년 6월 인터넷 홈페이지를 개설하였다. 2001년 제호를 '법률저널'로 변경하였다.